# Mike Jackson (Musiker)
Mike Jackson (* 23. Dezember 1888 in Louisville (Kentucky); † 21. Juni 1945 in New York City) war ein US-amerikanischer Blues- und Jazzpianist und Songwriter.
Mike Jackson trat in den 1920er Jahren als Jackson and His Southern Stompers auf; zwischen 1925 und 1927 wirkte er bei 33 Aufnahmesessions mit, u. a. bei Alberta Hunter, Laura Smith sowie mit Bobbie Leecan und Robert Cooksey in der Dixie Jazzers Washboard Band.
Zu den von Jackson geschriebenen Songs gehören Scandal Blues und Black Hearse Blues (1925). Seine Songs I'm Alabama Bound, Slender, Tender and Tall und Knock Me a Kiss wurden u. a. von Jimmie Lunceford und Louis Jordan gecovert. Der Louisville Blues (1921), den er mit Bob Ricketts schrieb, wurde 1923 von W. C. Handy eingespielt (Okeh 4789).